# Хименес, Сантьяго (мексиканский футболист)
Сантья́го Тома́с Химе́нес (исп. Santiago Tomás Giménez, испанское произношение: [sanˈtjaɣo toˈmas xiˈmenes]; род. 18 апреля 2001, Буэнос-Айрес) — мексиканский футболист, нападающий клуба «Милан» и сборной Мексики.

## Клубная карьера
Уроженец Буэнос-Айреса, Аргентина, Хименес начал футбольную карьеру в молодёжной команде мексиканского клуба «Крус Асуль» в возрасте 11 лет. В основном составе дебютировал 2 августа 2017 года в матче Кубка Мексики против «УАНЛ Тигрес». 28 августа 2019 года дебютировал в Лиге MX (высшем дивизионе чемпионата Мексики) против «Тихуаны». 2 февраля 2020 года забил свой первый гол за клуб в матче против «Толуки». В июле 2020 года продлил контракт с клубом до 2023 года.
29 июля 2022 года перешёл в нидерландский «Фейеноорд», подписав с клубом четырёхлетний контракт.
3 февраля 2025 года Хименес подписал четырёхлетний контракт с «Миланом», сумма трансфера составила 32 миллиона евро. Через два дня он дебютировал, отдав голевую передачу на Жуана Феликса в четвертьфинальном матче Кубка Италии против «Ромы», который завершился победой «Милана» со счётом 3:1. 8 февраля он забил свой первый мяч в дебютном матче Серии А, который завершился выездной победой над «Эмполи» со счётом 2:0.

## Карьера в сборной
28 октября 2021 года дебютировал за сборную Мексики в товарищеском матче против сборной Эквадора.

## Личная жизнь
Сантьяго — сын Кристиана Хименеса, который ранее также играл за «Крус Асуль». Хименес родился в Буэнос-Айресе, Аргентина, и в возрасте трёх лет переехал в Мексику вместе с отцом после того, как он перешёл в «Веракрус», выступавший в Первой лиге. В мае 2024 года женился на мексиканской модели Фернанде Серрано.

## Достижения
«Фейеноорд»
- Чемпион Нидерландов: 2022/23
- Обладатель Кубка Нидерландов: 2023/24
- Обладатель Суперкубка Нидерландов: 2024

Сборная Мексики
- Обладатель Золотого кубка КОНКАКАФ: 2023

## Статистика выступлений
| Клуб             | Сезон            | Лига | Лига | Кубок | Кубок | Международные кубки | Международные кубки | Прочие | Прочие | Итого | Итого |
| Клуб             | Сезон            | Игры | Голы | Игры  | Голы  | Игры                | Голы                | Игры   | Голы   | Игры  | Голы  |
| ---------------- | ---------------- | ---- | ---- | ----- | ----- | ------------------- | ------------------- | ------ | ------ | ----- | ----- |
| Крус Асуль       | 2017/18          | 0    | 0    | 1     | 0     | 0                   | 0                   | 0      | 0      | 1     | 0     |
| Крус Асуль       | 2019/20          | 12   | 2    | 0     | 0     | 2                   | 0                   | 0      | 0      | 14    | 2     |
| Крус Асуль       | 2020/21          | 36   | 6    | 0     | 0     | 5                   | 0                   | 2      | 0      | 43    | 6     |
| Крус Асуль       | 2021/22          | 35   | 7    | 0     | 0     | 6                   | 0                   | 1      | 1      | 42    | 8     |
| Крус Асуль       | 2022/22          | 5    | 5    | 0     | 0     | 0                   | 0                   | 0      | 0      | 5     | 5     |
| Крус Асуль       | Итого            | 88   | 20   | 1     | 0     | 13                  | 0                   | 3      | 1      | 105   | 21    |
| Фейеноорд        | 2022/23          | 32   | 15   | 4     | 3     | 9                   | 5                   | 0      | 0      | 45    | 23    |
| Фейеноорд        | 2023/24          | 30   | 23   | 4     | 0     | 6                   | 3                   | 1      | 0      | 41    | 26    |
| Фейеноорд        | 2024/25          | 11   | 7    | 2     | 2     | 5                   | 5                   | 1      | 2      | 19    | 16    |
| Фейеноорд        | Итого            | 73   | 45   | 10    | 5     | 20                  | 13                  | 2      | 2      | 105   | 65    |
| Милан            | 2024/25          | 14   | 5    | 3     | 0     | 2                   | 1                   | —      | —      | 19    | 6     |
| Милан            | Итого            | 14   | 5    | 3     | 0     | 2                   | 1                   | —      | —      | 19    | 6     |
| Всего за карьеру | Всего за карьеру | 175  | 70   | 14    | 5     | 35                  | 14                  | 5      | 3      | 229   | 92    |